# Publio Vatinio
Publio Vatinio (en latín, Publius Vatinius) fue un político y militar de la época final de la República romana. En su discurso contra Vatinio, Cicerón lo describe como uno de los más grandes bribones y villanos que han existido, y señala que su aspecto personal era poco atractivo, con su rostro y el cuello cubiertos con hinchazones, a los que Cicerón alude más de una vez, llamándolo struma civitatis.

## Biografía

### Orígenes de su carrera política
Vatinio fue elegido cuestor en el 63 a. C., el año del consulado de Marco Tulio Cicerón y Cayo Antonio Híbrida. Cicerón lo envió a Puteoli para que impidiera que el oro y la plata salieran de la ciudad. Vatinio extorsionó de tal manera a los habitantes de la ciudad que estos se vieron obligados a quejarse de su conducta ante el cónsul. Vatinio fue posteriormente a Hispania como legado del procónsul Cayo Cosconio, y en esta provincia, de acuerdo a Cicerón, fue también culpable de abusos y robos. Cicerón pidió que se procesara a Vatinio por corrupción.

### Tribunado
En el 59 a. C. fue elegido tribuno de la plebe y ofreció sus servicios a Julio César, el cónsul de ese año junto a Marco Calpurnio Bíbulo. Vatinio se convirtió en uno de los más fervientes seguidores de César. Llevó a la plebe las propuestas de conceder a César la Galia Cisalpina e Iliria como provincias proconsulares durante un lustro, provincias a las que posteriormente se añadió la Galia Transalpina. Cicerón le acusó de legislar ignorando los auspicios adversos, de amenazar al cónsul del año, Bíbulo, de llenar el Foro de soldados y de amenazar a los otros tribunos de la plebe para que no interpusieran su veto. Durante su tribunado, Vatinio sacó a la luz al espía Lucio Vetio, que acusó a muchos de los más distinguidos ciudadanos de Roma, entre ellos Cicerón de intentar asesinar a Cneo Pompeyo Magno.
Vatinio dejó Roma para servir como legado de César en la guerra de las Galias, pero pronto tuvo que regresar a Roma para proseguir su propia carrera política. Vatinio fracasó en su campaña para la pretura, y ni siquiera pudo obtener los votos de su propia tribu, la Sergia, que nunca había fallado previamente en votar a favor de alguien de su propia tribu. La enemistad entre Vatinio y Cicerón continuó y Vatinio en el 56 a. C. compareció como testigo contra Sestio y Milón, dos amigos de Cicerón, que habían tomado un papel importante en el regreso del exilio del orador. En el juicio de Sestio, Cicerón realizó un breve y feroz discurso deleznando el carácter de Vatinio. Sin embargo, Cicerón evitó cuidadosamente decir una palabra contra César, del cual Vatinio era sólo un instrumento. A finales del año 56 a. C. hubo serios disturbios en Roma que hicieron que los comicios para la elección de cónsules sólo pudieran ser realizados a comienzos del 55 a. C.

### Pretura
Tras la elección en el 55 a. C. de Cneo Pompeyo Magno y Marco Licinio Craso para el consulado, los triunviros apoyaron la candidatura a pretor de Publio Vatinio, a fin de contrarrestar la candidatura de Marco Porcio Catón, apoyado por la facción aristocrática del Senado, los Optimates. La influencia y el dinero de Craso y Pompeyo aseguraron la elección de Vatinio. Para hacer el asunto más seguro, los cónsules obtuvieron un decreto del Senado, en virtud del cual aquellos que resultaran electos pretores debían asumir sus magistraturas de inmediato, lo que impedía de hecho que estos podrían ser procesados por soborno. Habiendo eliminado este obstáculo, emplearon su dinero con mayor libertad, y mediante el soborno Vatinio pudo derrotar la candidatura de Catón.
Tras su año en el cargo, en el 55 a. C. fue acusado por Cayo Licinio Calvo de aceptar sobornos. Calvo ya había acusado a Vatinio anteriormente, una vez en el 58 a. C., y de nuevo en el 56 a. C., pero en esta ocasión utilizó tan refinada oratoria en el juicio que hizo que Vatinio le interrumpiera en medio del discurso exclamando "¡Jurados, os pregunto si he de ser condenado simplemente por la elocuencia de mi acusador!". Cicerón, a pesar de la animadversión que sentía hacia Vatinio, y para sorpresa de todos, le defendió en el juicio porque no quería enfadar a los triunviros y buscaba protección contra Publio Clodio Pulcro. Vatinio fue absuelto gracias al soborno más que a la desapasionada (dadas las circunstancias) oratoria de Cicerón.

## Guerra civil
Vatinio regresó a la Galia en el 51 a. C. como legado de Julio César. Vatinio se unió a César cuando estalló la segunda guerra civil. Cuando desembarcó en Grecia, en el 48 a. C., César lo envió de emisario a escuchar las propuestas de paz de Pompeyo. Vatinio no participó en la batalla de Farsalia porque tuvo que defender la ciudad de Brundisium que estaba siendo atacada por parte de la flota de Pompeyo comandada por Décimo Lelio.
Gracias a su éxito fue recompensado con el consulado en el 47 a. C., junto a Quinto Fufio Caleno. En el 46 a. C., fue enviado a Iliria donde derrotó a Marco Octavio, que dominaba la provincia con fuerzas considerables en nombre de los pompeyanos. Gracias a esta victoria fue saludado como imperator por sus soldados, y obtuvo el honor de una supplicatio del Senado en el año 45 a. C.. Vatinio estaba aún en la provincia de Iliria cuando fue asesinado César y a principios del año siguiente, 43 a. C., fue obligado a rendir Dyrrhachium y ceder su ejército a Marco Junio Bruto, el cual se había apoderado de Macedonia, porque sus tropas se pasaron al bando de Bruto y de los republicanos.
Lo último que se sabe de Vatinio es que celebró un triunfo el 31 de diciembre del 43 a. C.